# حلبة هوكنهايم

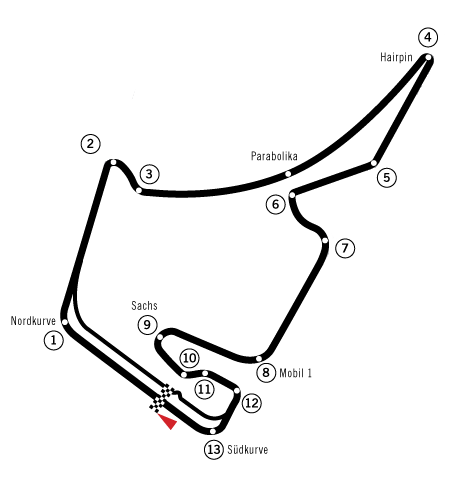
مسار حلبة هوكنهايم

حلبة هوكنهايم هي حلبة لسباق السيارات بالقرب من بلدة هوكنهايم في ولاية بادن فورتمبيرغ الألمانية على طريق بيرتا بنز التذكارية، وتستضيف سباق الجائزة الكبرى الألماني للفورمولا واحد إضافة إلى عدد آخر من مسابقات رياضة السيارات والرياضات آلية.
افتتحت الحلبة في عام 1932 باستخدام طرق الغابات وذلك كبديل لحلبة وايلد بارك في كارلسروه ، والتي أصبحت ممنوعة باعتبارها حلبة للسباق من قبل المسؤولين الألمان. استخدمت في البداية لسباق الدراجات النارية ، و توسع استخدام الحلبة لتصبح مضمار اختبار لسيارات مرسيدس بنز واتحاد السيارات في عام 1936.
كان طول المسار الأصلي للحلبة تقريبا ثمانية كيلومترات وتألف من اثنين من المراحل المستقيمة الطويلة ومنعطف طويل إلى الشرق ومنعطف حاد في الغابة داخل هوكنهايم ليضم المراحل المستقيمة لبعضهما البعض.
يبلغ طول المسار الحالي 4.574 كيلومتر ويتضمن 13 منعطفا بعد إعادة تصميم الحلبة استجابة لضغوط المسؤولين في الفورمولا واحد.
ستقوم حلبة هوكنهايم باستضافة سباق جائزة ألمانيا الكبرى للفورمولا واحد في عام 2015 عكس ما كان متوقعاً بسبب الظروف المالية الصعبة التي تمر بها حلبة هوكنهايم.

## أعلام
- جيم كلارك